# Адріано Коррея
Адріано Коррея (порт. Adriano Correia, нар. 26 жовтня 1984, Куритиба) — бразильський футболіст, лівий захисник та півзахисник турецького «Бешікташа».
Грав за національну збірну Бразилії.

## Клубна кар'єра

### Корітіба
Народився 26 жовтня 1984 року в місті Куритиба. Вихованець футбольної школи клубу «Корітіба». Дорослу футбольну кар'єру розпочав 2002 року в основній команді того ж клубу, в якій провів два сезони, взявши участь у 81 матчі чемпіонату. 

### Севілья
Своєю грою за цю команду привернув увагу представників тренерського штабу «Севільї», до складу якого приєднався у січні 2005 року. Відіграв за клуб з Севільї наступні п'ять з половиною сезонів своєї ігрової кар'єри. Більшість часу, проведеного у складі «Севільї», був основним гравцем команди. За цей час двічі виборював титул володаря Кубка Іспанії, став дворазовим володарем Кубка УЄФА та володарем Суперкубка УЄФА.

### Барселона
До складу клубу «Барселона» приєднався 16 липня 2010 року за 9,5 млн євро. Відіграв за каталонський клуб понад 100 матчів у національному чемпіонаті.

### «Бешікташ»
Наприкінці липня 2016 року став гравцем стамбульського «Бешікташа».

## Виступи за збірні
2003 року залучався до складу молодіжної збірної Бразилії, разом з якою виграв молодіжний чемпіонат світу в ОАЕ. Всього на молодіжному рівні зіграв у 7 офіційних матчах.
13 липня 2003 року у віці 18 років дебютував в офіційних матчах у складі національної збірної Бразилії.
У складі збірної був учасником розіграшу Золотого кубка КОНКАКАФ 2003 року у США та Мексиці, де разом з командою здобув «срібло», розіграшу Кубка Америки 2004 року у Перу, здобувши того року титул континентального чемпіона, розіграшу Кубка Америки 2011 року в Аргентині.
Провів у формі головної команди країни 17 матчів.

## Статистика виступів

### Статистика клубних виступів
Станом на 17 лютого 2016
| Сезон                 | Команда               | Чемпіонат             | Чемпіонат | Чемпіонат | Кубок | Кубок | Кубок | Єврокубки | Єврокубки | Єврокубки | Інші змагання | Інші змагання | Інші змагання | Усього | Усього |
| Сезон                 | Команда               | Ліга                  | Ігор      | Голів     | Ліга  | Ігор  | Голів | Ліга      | Ігор      | Голів     | Ліга          | Ігор          | Голів         | Ігор   | Голів  |
| --------------------- | --------------------- | --------------------- | --------- | --------- | ----- | ----- | ----- | --------- | --------- | --------- | ------------- | ------------- | ------------- | ------ | ------ |
| 2002                  | «Корітіба»            | A                     | 23        | 0         | -     | -     | -     | -         | -         | -         | -             | -             | -             | 23     | 0      |
| 2003                  | «Корітіба»            | A                     | 31        | 0         | -     | -     | -     | -         | -         | -         | -             | -             | -             | 31     | 0      |
| 2004                  | «Корітіба»            | A                     | 27        | 2         | -     | -     | -     | -         | -         | -         | -             | -             | -             | 27     | 2      |
| Усього за «Корітібу»  | Усього за «Корітібу»  | Усього за «Корітібу»  | 81        | 2         |       |       |       |           |           |           |               |               |               | 81     | 2      |
| 2004–05               | «Севілья»             | ПД                    | 16        | 2         | КІ    | -     | -     | КУЄФА     | 4         | 1         | -             | -             | -             | 20     | 3      |
| 2005–06               | «Севілья»             | ПД                    | 32        | 3         | КІ    | 0     | 0     | КУЄФА     | 13        | 3         | -             | -             | -             | 45     | 6      |
| 2006–07               | «Севілья»             | ПД                    | 26        | 2         | КІ    | 3     | 0     | КУЄФА     | 11        | 1         | СУ            | 1             | 0             | 41     | 3      |
| 2007–08               | «Севілья»             | ПД                    | 27        | 1         | КІ    | -     | -     | ЛЧ        | 6         | 0         | -             | -             | -             | 35     | 1      |
| 2008–09               | «Севілья»             | ПД                    | 29        | 3         | КІ    | 6     | 1     | КУЄФА     | 5         | 1         | -             | -             | -             | 40     | 5      |
| 2009–10               | «Севілья»             | ПД                    | 27        | 0         | КІ    | 4     | 0     | ЛЧ        | 4         | 1         | -             | -             | -             | 35     | 1      |
| Усього за «Севілью»   | Усього за «Севілью»   | Усього за «Севілью»   | 157       | 11        |       | 13    | 1     |           | 43        | 7         |               | 1             | 0             | 216    | 19     |
| 2010–11               | «Барселона»           | ПД                    | 15        | 0         | КІ    | 8     | 1     | ЛЧ        | 6         | 0         | СІ            | 2             | 0             | 31     | 1      |
| 2011–12               | «Барселона»           | ПД                    | 26        | 1         | КІ    | 3     | 0     | ЛЧ        | 7         | 0         | СІ+СУ+КЧС     | 1+1+2         | 0+0+2         | 16     | 3      |
| 2012-13               | «Барселона»           | ПД                    | 23        | 5         | КІ    | 3     | 1     | ЛЧ        | 6         | 0         | СІ            | 2             | 0             | 34     | 6      |
| 2013-14               | «Барселона»           | ПД                    | 26        | 3         | КІ    | 7     | 1     | ЛЧ        | 5         | 0         | СІ            | 0             | 0             | 38     | 4      |
| 2014-15               | «Барселона»           | ПД                    | 12        | 0         | КІ    | 4     | 2     | ЛЧ        | 7         | 0         | -             | -             | -             | 23     | 2      |
| 2015-16               | «Барселона»           | ПД                    | 7         | 0         | КІ    | 6     | 0     | ЛЧ        | 3         | 1         | СУ+СІ+КЧС     | 0+1+1         | 0             | 18     | 1      |
| Усього за «Барселону» | Усього за «Барселону» | Усього за «Барселону» | 109       | 9         |       | 31    | 5     |           | 34        | 1         |               | 10            | 2             | 184    | 17     |
| Усього                | Усього                | Усього                | 347       | 22        |       | 44    | 5     |           | 77        | 8         |               | 11            | 2             | 479    | 38     |

## Титули і досягнення
- Чемпіон Іспанії (3):

«Барселона»: 2010/11, 2012/13, 2014/15, 2015/16
- Чемпіон Туреччини (1):

«Бешікташ»: 2016/17
- Володар Кубка Іспанії (5):

«Севілья»: 2006–2007, 2009–10
«Барселона»: 2011–12, 2014–15, 2015/16
- Володар Суперкубка Іспанії (4):

«Севілья»: 2007
«Барселона»: 2010, 2011, 2013
- Переможець Ліги чемпіонів УЄФА (2):

«Барселона»: 2010–11, 2014–15
- Володар Кубка УЄФА (2):

«Севілья»: 2005–06, 2006–07
- Володар Суперкубка УЄФА (3):

«Севілья»: 2006
«Барселона»: 2011, 2015
- Переможець клубного чемпіонату світу: 2009, 2011, 2015

«Барселона»: 2011, 2015
- Срібний призер Золотого кубка КОНКАКАФ (1):

Бразилія: 2003
- Володар Кубка Америки (1):

Бразилія: 2004
- Чемпіон світу (U-20): 2003
- Володар Кубка Бразилії (1):

«Атлетіко Паранаенсе»: 2019